# Охотники за призраком
«Охотники за призраком» — российский мистический сериал режиссёра Дмитрия Тюрина. Главные роли исполнили Арсений Касперович, Алексей Маклаков, Вадим Филипченков, Марьяна Спивак, Сергей Яценюк, Алиса Дмитриева, Владимир Верёвочкин.
Премьера состоялась 17 января 2025 года в онлайн-кинотеатре Okko.

## Сюжет
В городе появился призрак-убийца, который способен вселяться в тела своих будущих жертв. За его поимку берутся охотники за призраками: бывший следователь Максим, его немой напарник Лысый и случайно присоединившийся к ним 14-летний подросток Женя, мама которого погибла в пожаре, связанном с этим призраком, и которого он продолжает преследовать.

## В ролях
| Актёр               | Роль |
| ------------------- | --- |
| Арсений Касперович  | Лысый |
| Алексей Маклаков    | Максим Александрович Лазарев бывший следователь                                                                            |
| Артур Хакимов       | Максим Александрович Лазарев в 90-е годы следователь МВД СССР и РФ, оперуполномоченный РУБОП(УБОП) МВД РФ, капитан милиции |
| Вадим Филипченков   | Женя Кирсанов |
| Марьяна Спивак      | мама Жени |
| Сергей Яценюк       | Дмитрий Александрович Бавырин следователь СК РФ, майор юстиции                                                             |
| Алиса Дмитриева     | Наташа жена Коли |
| Владимир Верёвочкин | Андрей Викторович Васильев оперуполномоченный полиции отдела МВД РФ                                                        |
| Евгений Перевалов   | Алексей Андреевич Антонов Призрак-Пассажир, серийный маньяк, убийца                                                        |
| Виталий Даушев      | Коля муж Наташи |
| Мария Лисовая       | Лера |
| Таисья Калинина     | Алина |
| Александр Робак     | Олег |
| Эльдар Калимулин    | сержант |
| Григорий Дудник     | Джон |
| Ольга Зонова        | дочь Яны |
| Денис Прытков       | Борис |
| Юрий Скулябин       | Данила |

## Список серий

### 1 сезон
| Серия | Название                     | Дата премьеры   |
| ----- | ---------------------------- | --------------- |
| 1     | «Мы здесь, чтобы вам помочь» | 17 января 2025  |
| 2     | «Пассажир»                   | 17 января 2025  |
| 3     | «Ловушка»                    | 24 января 2025  |
| 4     | «Кишульга»                   | 31 января 2025  |
| 5     | «Ученик»                     | 7 февраля 2025  |
| 6     | «Мы с ним справимся»         | 14 февраля 2025 |
| 7     | «Я иду тебя искать»          | 21 февраля 2025 |
| 8     | «Я всегда буду рядом»        | 28 февраля 2025 |

## Производство
Сериал снят кинокомпанией Look Film при участии «Место силы» и Originals Production по заказу онлайн-кинотеатра Okko.
Премьера пилотного эпизода состоялась в сентябре 2024 года на третьем фестивале онлайн-кинотеатров «Новый сезон» в Сочи. Затем первый эпизод сериала был показан в рамках фестиваля «Хомякон» 21 декабря 2024 года.
Премьера состоялась 17 января 2025 года в онлайн-кинотеатре Okko.

## Реакция
Сериал получил в основном положительные оценки от российских кинокритиков.
Владимир Ростовский (Film.ru): «„Охотники за призраком“ Дмитрия Тюрина, с одной стороны, проект, собранный из узнаваемых референсов (от „Ночного дозора“ до „Очень странных дел“), с другой — паранормальный процедурал с собственной интонацией, который не боится быть мрачным и совсем не сказочным».
Родион Чемонин (Zoom Film): «Среди критиков принято „Охотников за призраком“ сравнивать с „Дозорами“ Лукьяненко и Бекмамбетова. Мы же склонны ни с чем сериал не сравнивать, а, наоборот, выделять его из себе подобных не только потому, что в нём бытовая обстановка представляется с совсем иной стороны, но и из-за того, что особенно привлекательно, отчасти показана через взгляд подростка. Этакий „Супер 8“ или „Очень странные дела“, только наш и про таинственного монстра, живущего в каждом человеке».